# Pentila tropicalis
The Tropical Pentila or Spotted Buff (Phalanta eurytis) là một loài bướm ngày thuộc họ Bướm xanh. Nó được tìm thấy ở đông Africa.
Sải cánh dài 29–38 mm đối với con đực và 34–44 mm đối với con cái. Subspecies tropicalis has two generations per year, con trưởng thành bay in tháng 10 và tháng 11 và from tháng 1 đến tháng 4. Subspecies fuscipunctata has continuous broods from tháng 11 đến tháng 4.
Ấu trùng ăn Cyanobacteria species.

## Phụ loài
- Pentila tropicalis tropicalis (KwaZulu-Natal, Zululand, Mozambique, Zimbabwe, Zambia, Malawi)
- Pentila tropicalis mombasae (Grose-Smith & Kirby, 1889) (coastal forests of đông Kenya và đông Tanzania)
- Pentila tropicalis chyulu van Someren, 1939 (tây nam Kenya (Chyulu Hills))
- Pentila tropicalis fuscipunctata Henning & Henning, 1994 (sheltered riverine lowland forest of the đông Limpopo Province và further north)

## Hình ảnh

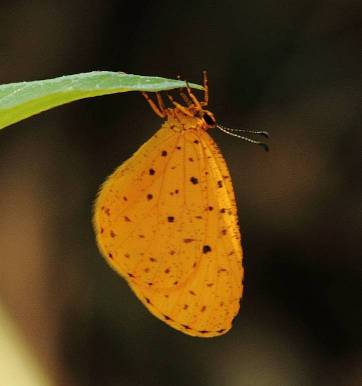
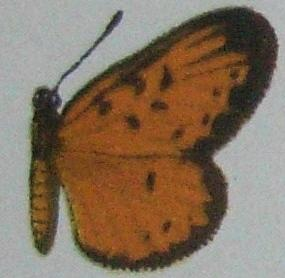
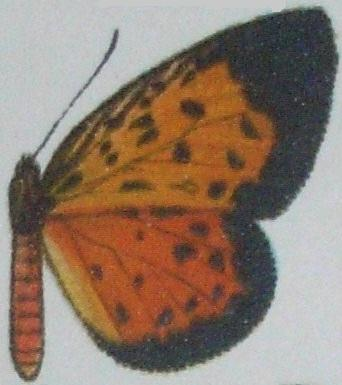
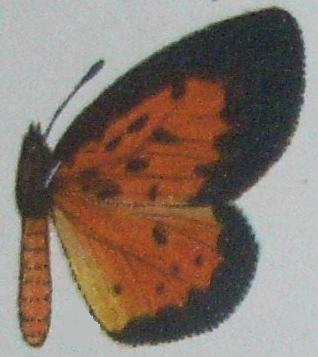